# Коровка (приток Черёмухи)
Коровка — река в России, протекает по Рыбинскому району и городском округе Рыбинск Ярославской области. Устье реки находится в городе Рыбинск в 2,3 км по левому берегу реки Черёмуха от её устья. Выше посёлка Искра Октября объединяются две реки с названием Коровка, далее протекает река с таким же названием. Длина реки — 23 км, площадь бассейна — 177 км².
Сельские населённые пункты около реки: левая ветвь — Пономарицы, Тихменево, Волково, Коркино, Александровка, Каботово, Васькино, Харитоново, Архарово; правая ветвь — Суворово, Дурдино, Михалёво, Исанино, Сонино, Воробьевка, Окулово, Дорожная, Покров, Большое Кстово, Малое Кстово, Новая, Орловка, Максимовское; после объединения — Искра Октября, Липовка, Хвощёвка, Узково, Костино; далее протекает по городу Рыбинску.
В районе деревень Окулово и Новая (бывшая Чертищево) в Коровку впадает правый приток Козулька, до этого текущий параллельно Коровке, но восточнее.
Левая ветвь протекает параллельно к югу от железной дороги Сонково — Рыбинск; правая ветвь — параллельно автодороге Р104 на участке Углич — Рыбинск, пересекая её. После объединения река пересекает автодороги Р104 и Окружную дорогу Рыбинска (начало дороги Р151 Рыбинск — Ярославль).

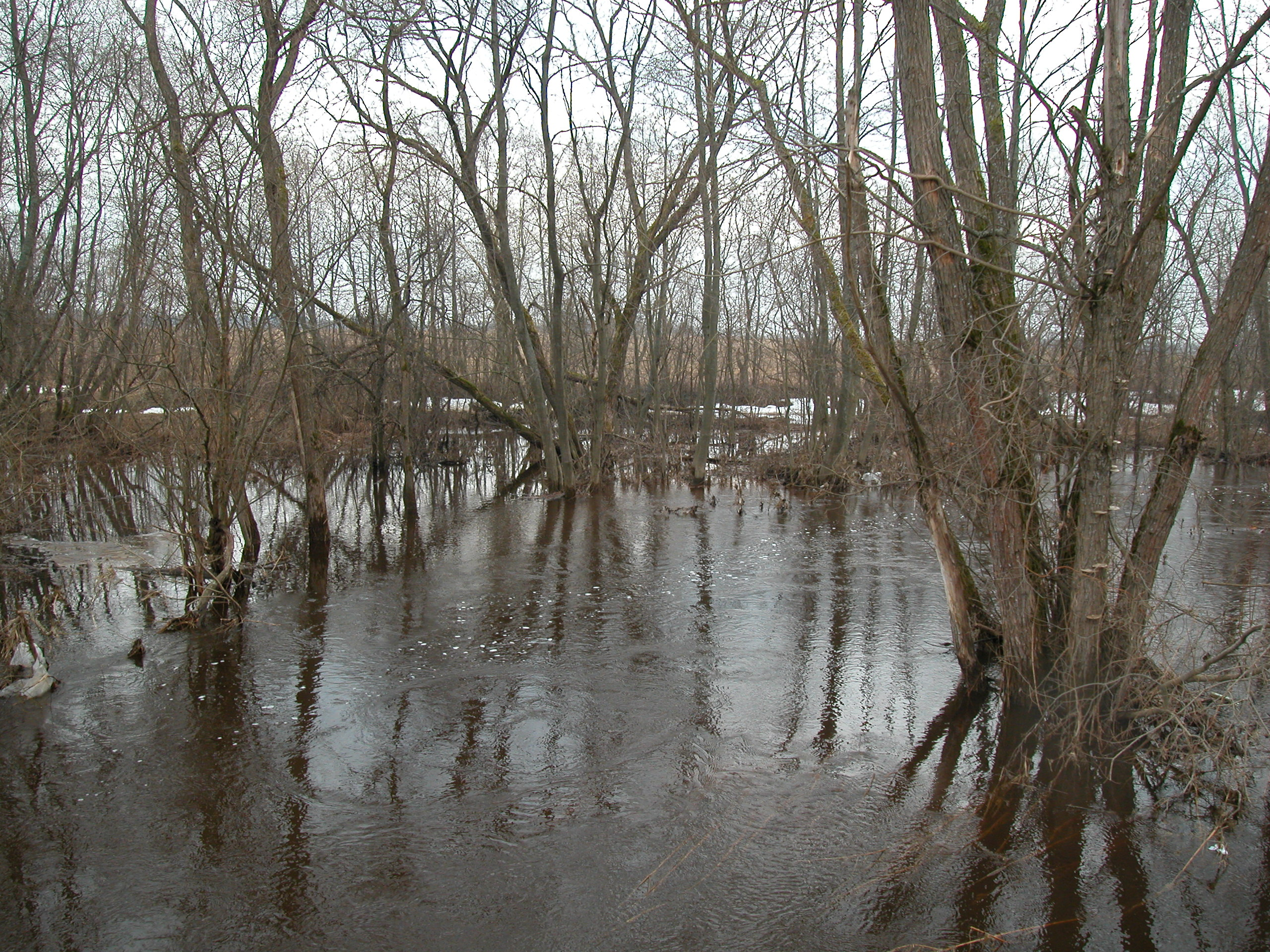
Весеннее половодье

В городе Рыбинск в реку впадают ручьи Дресвянка, Гремячевский и Пахомовский.

## Данные водного реестра
По данным государственного водного реестра России относится к Верхневолжскому бассейновому округу, водохозяйственный участок реки — Волга от Рыбинского гидроузла до города Кострома, без реки Кострома от истока до водомерного поста у деревни Исады, речной подбассейн реки — Волга ниже Рыбинского водохранилища до впадения Оки. Речной бассейн реки — (Верхняя) Волга до Куйбышевского водохранилища (без бассейна Оки).
Код объекта в государственном водном реестре — 08010300212110000010385.